# Groupement de recherche et d'études pour la civilisation européenne
O Groupement de recherche et d'études pour la civilisation européenne ("Agrupamento de pesquisa e estudos para a civilização europeia"), também conhecido pelo seu acrônimo francês GRECE e pela denominação midiática de Nouvelle Droite, é, nas palavras de um dos seus fundadores, uma "sociedade de pensamento com vocação intelectual" ou uma "comunidade de trabalho e pensamento", oficialmente fundada em janeiro de 1969 por quarenta militantes ligados ao nacionalismo europeu, então representado por movimentos como Europe-Action, liderado por Dominique Venner e Jean Mabire, a FEN, o Mouvement nationaliste du progrès (MNP) ou o Rassemblement européen pour la liberté (REL).
O filósofo Alain de Benoist é considerado sua "cabeça pensante".
Trata-se pois, de um think tank etnonacionalista, distinguindo-se de outras organizações conservadoras tradicionalistas por seu interesse específico nas culturas europeias, pela rejeição do cristianismo e do monoteísmo, e pela defesa do neopaganismo.